# Tanaka Kenji
Kenji Tanaka (sinh ngày 10 tháng 10 năm 1971) là một cầu thủ bóng đá người Nhật Bản.

## Sự nghiệp câu lạc bộ
Kenji Tanaka đã từng chơi cho Shimizu S-Pulse.